# Summer Love (canción de Mark Medlock)
«Summer Love» ("Amor de verano" en español) es el primer sencillo del álbum Cloud Dancer del cantante alemán Mark Medlock y fue lanzado el 2 de mayo de 2008. La canción fue compuesta, arreglada y producida por el también alemán Dieter Bohlen.

## Sencillos
CD Single Columbia 88697 31362 2, 2 de mayo de 2008
1. Summer Love (Single Version) - 3:49
2. Summer Love (Dance Mix) - 4:14

CD Maxi Single Columbia 88697 31363 2, 2 de mayo de 2008
1. Summer Love (Single Version) - 3:49
2. Summer Love (Radio Mix) - 2:59
3. Summer Love (Reggae Version) - 3:51
4. Summer Love (Summer Dance Mix) - 4:14
5. Summer Love (Instrumental) - 3:49

CD Single Columbia 88697352572, 4 de julio de 2008
1. Summer Love (Single Version) - 3:49
2. You Can Get Summer Love If You Try [Medley] - 6:57

## Posicionamiento
"Summer Love" permaneció durante tres semanas consecutivas en el N.º1 del chart alemán en 2008.
| Listas (2008) | Máxima posición |
| ------------- | --------------- |
| Alemania      | 1               |
| Austria       | 4               |
| Suiza         | 14              |

## Créditos
- Letra y música - Dieter Bohlen
- Arreglos - Dieter Bohlen
- Producción - Dieter Bohlen
- Coproducción - Jeo
- Dirección de arte - Ronald Reinsberg
- Fotografía - Nikolaj Georgiew
- Publicación - Blue Obsession/Warner Chappell
- Mezcla - Jeo@Jeopark